# Medea (Naumann)
Medea, anche Medea in Colchide, è un'opera di Johann Gottlieb Naumann con testo dell'italiano Antonio de Filistri.
Fu composta durante la sua permanenza alla corte del re Federico Guglielmo II di Prussia e si può definire di scuola napoletana ed è ricca di corali e balletti.
Fu rappresentata a Berlino il 16 ottobre 1788 in occasione delle feste di compleanno del re suo mecenate nella Casa d'opera reale (Opernhaus).
Attualmente l'opera è raramente rappresentata, rimangono nei repertori di orchestre e gruppi due pezzi, l'Ouverture, già arrangiata nel 1790 in un duo per clavicembalo e violone e un pezzo del terzo atto usato come musica per balletto.